# Анна Томова-Синтова
Ганна Томова-Синтова (болг. Ганна Томова-Синтова; нар. 22 вересня 1941, Стара Загора, Болгарія) — болгарська оперна співачка (сопрано).

## Біографія
З 1972 солістка Німецької державної опери (НДР). Виступала на найбільших сценах світу: Лейпциг, Париж, Женева, Токіо, Зальцбург, Сан-Франциско; вона співала в Ковент-Гарден, Метрополітен-Опера, Ліричній опері Чикаго, Ла Скала. У 1973—1991 роки — постійна учасниця Зальцбурзького фестивалю.

## Партії
- «Норма» Белліні — Норма
- «Андре Шеньє» Джордано — Мадлен
- «Дон Жуан» Моцарта — Донна Анна
- «Весілля Фігаро» Моцарта — Графиня
- «Туга» Пучіні — Туга
- «Турандот» Пучіні — Турандот
- «Кавалер троянди» Штрауса — Маршальша
- «Аріадна на Наксосе» Штрауса — Аріадна
- «Арабелла» Штрауса — Арабелла
- «Євгеній Онєгін» — Чайковського — Тетяна
- «Аїда» Верді — Аїда
- «Отелло» Верді — Дездемона
- «Дон Карлос» Верді — Єлизавета
- «Травіата» Верді — Віолетта

## Нагороди
- 1970 — 2-я премія на Міжнародному конкурсі молодих оперних співаків (Софія)
- 1971 — «Гран прі» на Міжнародному конкурсі (Ріо-де-Жанейро)
- 1973 — каммерзінгерін (НДР)
- 1974 — Національна премія ГДР
- 1979 — Народна артистка НРБ
- 1983 — Почесна громадянка Старої Загори[3]
- 1986 — Димитрівська премія
- 2001 — поштовим відомством США випущена марка з зображенням співачки в ролі Дездемони